# Mi Amore
Mi Amore, skriven av Niclas Molinder, Joacim Persson och Pelle Ankarberg, var det bidrag som Velvet framträdde med i den svenska Melodifestivalen 2006. Bidraget slutade på fjärde plats vid deltävlingen i Karlstad den 25 februari 2006, och gick vidare till andra chansen där det slutade på sjunde plats och missade finalen i Globen.

## Singeln
Singeln släpptes den 13 mars 2006, och låg som högst på femte plats på försäljningslistan för singlar i Sverige. Låten testades den 30 april samma år på Svensktoppen , men tog sig inte in på listan . Däremot låg den länge på listan Rix Top 6 klockan 6 och Rix Top 40.

### Låtlista
1. Mi Amore (Radioversion) - 2:42
2. Mi Amore (Instrumental) - 2:41

### Listplaceringar
| Lista (2006) | Topplacering |
| ------------ | ------------ |
| Sverige      | 5            |